# Малый, Николай Александрович
Николай Александрович Малый (1914 года — дата смерти неизвестна) — комбайнёр Большевистской МТС Ташлинского района Чкаловской области. Герой Социалистического Труда (1951).

## Биография
Родился в 1914 году в крестьянской семье в одном из сельских населённых пунктов современного Илекского района Оренбургской области. В раннем возрасте осиротел. Воспитывался у своих братьев, проживавших в селе Мирошкино Ташлинского района. Получив начальное образование, трудился животноводом в местном колхозе. В 1933 году обучался на курсах механизации в Большевистской МТС Ташдинского района, по окончании которых трудился механизатором в родном колхозе. В 1937—1939 годах проходил воинскую службу в Красной Армии. После армии возвратился в Ташлинский район, где стал трудиться механизатором-комбайнёром на Большевистской МТС.
Участвовал в Великой Отечественной войне. Воевал в составе 61-го запасного стрелкового полка 13-й запасной стрелковой бригады (61 зсп 13 зсд), с апреля 1942 года — в составе 6-й гвардейской стрелковой дивизии. В мае 1942 году получил ранение.
После демобилизации возвратился в Оренбургскую область и продолжил трудиться комбайнёром в Большевистской МТС. В 1950 году работал вместе с напарником Иваном Варакиным. Комбайнёры стали инициаторами областного социалистического соревнования под девизом: «Образцово подготовимся и отлично проведём уборку урожая!» и приняли коллективное социалистическое обязательство на сцепке из двух комбайнов обработать не менее 3000 гектаров посевных площадей и добиться суточной выработки не менее 100 гектаров. За 25 дней страды они намолотили 8983 пудов зерновых на каждый комбайн. Эти показатели стали лучшими трудовыми достижениями в областном социалистическом соревновании среди комбайнёров. Указом Президиума Верховного Совета СССР от 14 мая 1951 года «за достижение высоких показателей на уборке и обмолоте зерновых культур в 1950 году» удостоен звания Героя Социалистического Труда с вручением Ордена Ленина и золотой медали Серп и Молот.
С 1958 года до выхода на пенсию — бригадир комплексной тракторно-полеводческой бригады в колхозе имени Горького.
Участвовал во Всесоюзной выставке ВДНХ.
Неоднократно избирался Оренбургского областного совета народных депутатов.
Дата смерти не установлена.
Награды
- Герой Социалистического Труда
- Орден Ленина — дважды (1951, 27.03.1952)
- Орден Трудового Красного Знамени (11.01.1957)
- Медаль «За трудовую доблесть» (19.08.1954)
- Большая и малая Золотые медали ВДНХ.